# Gornet-Cricov (gmina)
Gornet-Cricov – gmina w Rumunii, w okręgu Prahova. Obejmuje miejscowości Coșerele, Dobrota, Gornet-Cricov, Priseaca, Țărculești i Valea Seacă. W 2011 roku liczyła 2318 mieszkańców.